# Alopecurus creticus
Alopecurus creticus är en gräsart som beskrevs av Carl Bernhard von Trinius. Alopecurus creticus ingår i släktet kavlen, och familjen gräs. Inga underarter finns listade i Catalogue of Life.